# القفيصي (القابل)
القفيصي منطقة سكنية تقع في ولاية القابل، التابعة لمحافظة شمال الشرقية في سلطنة عمان. يقدر عدد سكانها بـ 121 نسمة حسب إحصاء عام 2010 التابع للمركز الوطني للإحصاء والمعلومات الحكومي. رمز المنطقة هو 90410363.

## الوصلات الخارجية
- المركز الوطني للإحصاء والمعلومات، سلطنة عمان